# Длето (сазвежђе)
Длето (лат. Caelum) је сазвежђе на јужној хемисфери, које нема сјајних звезда (најсјајнија звезда је магнитуде 4,45). Ово сазвежђе је увео француски астроном Никола Луј де Лакај у 18. веку. Првобитно названо Caela Sculptoris (скулпторско длето), касније је скраћено само на Caelum, односно Длето.

## Звезде
Најсјајнија звезда овог сазвежђа је Алфа Длета, магнитуде 4,45. Гама Длета се састоји из две компоненте. Гама1 је двојна звезда, сјајнија звезда је наранџасти џин К спектралне класе магнитуде 4,5, чији пратилац има магнитуду 8. Гама2 је такође двојна звезда, сјајнија компонента је жутобели џин F класе магнитуде 6,32.

## Објекти дубоког неба
Мада се у Длету налази неколико објеката дубоког неба (укључујући галаксије NGC 1571, NGC 1679 и IC 2106), али ниједан није сјајнији од 11,5. магнитуде.